# Kızıltaş, Suşehri
Kızıltaş là một xã thuộc huyện Suşehri, tỉnh Sivas, Thổ Nhĩ Kỳ. Dân số thời điểm năm 2011 là 33 người.